# نيك بانكس
نيك بانكس (بالإنجليزية: Nick Banks)‏ هو طبال بريطاني، ولد في 28 يوليو 1965 في روثرهام ‏ في المملكة المتحدة.

## وصلات خارجية
- نيك بانكس على موقع ميوزك برينز (الإنجليزية)
- نيك بانكس على موقع ديسكوغز (الإنجليزية)